# Salou Challenger 1988
Il Salou Challenger 1988 è stato un torneo di tennis facente parte della categoria ATP Challenger Series nell'ambito dell'ATP Challenger Series 1988. Il torneo si è giocato a Salou in Spagna dal 20 al 26 giugno 1988 su campi in terra rossa.

## Vincitori

### Singolare
Mark Koevermans ha battuto in finale  Sergio Cortés con il punteggio di 6–0, 6–2

### Doppio
Marcelo Hennemann /  Jean-Marc Piacentile hanno battuto in finale  Scott Patridge /  Otis Smith con il punteggio di 6–4, 6–1